# Paul Henrichsen
Paul Henrichsen (* 2. September 1893 in Glemmen (Fredrikstad); † 5. August 1962 in Frogn) war ein norwegischer Radrennfahrer.

## Sportliche Laufbahn
Er war Teilnehmer der Olympischen Sommerspiele 1912 in Stockholm. Beim Sieg von Rudolph Lewis im olympischen Straßenrennen, das als Zeitfahren ausgetragen wurde, belegte er den 47. Rang. Die norwegische Mannschaft kam nicht in die Mannschaftswertung.
Auch 1920 nahm er in Antwerpen an den Olympischen Sommerspielen teil. Im olympischen Einzelzeitfahren belegte er beim Sieg von Harry Stenquist den 29. Rang. Die norwegische Mannschaft kam auf den 8. Platz der Mannschaftswertung.